# 小塚憲夫
小塚 憲夫（こづか のりお）は、東映アニメーションに所属するアニメ制作担当者。
後にデジタルコンテンツ事業部長兼CG製作室長、2005年3月1日からはデジタルコンテンツ事業部長、2009年7月1日からは製作本部デジタル映像部付部長になる。

## 主な参加作品

### テレビアニメ
- 百獣王ゴライオン（1981年：設定進行）
- ゲゲゲの鬼太郎 第3シリーズ（1985年：製作担当）
- ゲゲゲの鬼太郎 地獄編（1988年：製作担当）
- ゲッターロボ號（1991年：製作担当）

### 映画
- 宇宙戦艦ヤマト　完結編（1983年：設定）
- オーディーン 光子帆船スターライト（1985年：設定製作）
- 聖闘士星矢 最終聖戦の戦士たち（1989年：製作担当）
- Pink みずドロボウあめドロボウ（1990年：製作担当）
- ドラゴンボールZ 極限バトル!!三大超サイヤ人（1992年：製作担当）
- デジモンテイマーズ 暴走デジモン特急（2002年：CGプロデューサー）
- とびだす!3D東映アニメまつり（3D映画）
  - きかんしゃ やえもん（2009年：CG製作統括）
- 楽園追放 -Expelled from Paradise-（2014年）

### OVA
- Crying フリーマン2 風声鶴唳（1989年：製作担当）
- トランスフォーマーZ（1990年：製作担当）
- BE-BOP-HIGHSCHOOL（1990年：製作担当）

### 映画
- デビルマン (映画)（2004年）